# Qāherān
Qāherān (persiska: قاهران, قاهَران, كَخَرَن, كَهَران) är en ort i Iran.   Den ligger i provinsen Zanjan, i den nordvästra delen av landet, 300 km väster om huvudstaden Teheran. Qāherān ligger 1 482 meter över havet och antalet invånare är 267.
Terrängen runt Qāherān är platt söderut, men norrut är den kuperad. Terrängen runt Qāherān sluttar västerut.Runt Qāherān är det ganska glesbefolkat, med 47 invånare per kvadratkilometer. Närmaste större samhälle är Esfajīn, 14,1 km söder om Qāherān. Trakten runt Qāherān består i huvudsak av gräsmarker.